# فرد جسی
فرد جسی (انگلیسی: Fred Jessey؛ زادهٔ ۳ سپتامبر ۱۹۷۷) کشتی‌گیر اهل نیجریه بود.